# تري أوكسالين
يُعد تري أوكسالين Trioxsalen (تري ميثيل سورالين, تري أوكسالين, أو تري سورالين) من مشتقات السورالين و الفورانوكومارين. يُستحصل عليه من نباتات عدة, بشكل رئيسي من Psoralea corylifolia. و هو من مضادات الصدفية.

## الصيغة الكيميائية
C14-H12-O3

## الاستعمال
- يستعمل لتعزيز صباغ الجلد و مقاومة البشرة لأشعة الشمس الضارة.
- في البحث, يمكن مشاركته مع الصبغات من أجل الاستجهار المُبائر (confocal microscopy), و يستخدم لرؤية مواقع التلف في الدنا DNA.[1]
- يتم البحث بواسطة هذا المركب عن نشوء قليلات النكليوتيد المضادة للاتجاه التي ترتبط تصالبياً بشكل نوعي إلى طفرة سلسلة الرنا المرسال mRNA دون أن تؤثِّر على النسخ المختلفة حتى في زوج الأساس المُفرد.[2]

## آلية التأثير
زيادة التصبغ الجلدي بإحداثه للعديد من التغيرات و الارتباطات بين الخلايا الميلانينية و الكيراتينية.

## الآثار الجانبية
- بشكل عام:
- حساسية ضوئية.
- غثيان.
- اضطراب معدة.
- صداع.
- تشنجات في الساق.
- حكة أو حروق جلدية أو طفح جلدي.
- تورم في اليدين و القدمين.

- تحدث بنسبة 10%:
- جلدية: حكة.
- هضمية: غثيان.

- تحدث بنسبة 1-10%:
- عصبية مركزية: دوام, صداع, إكتئاب, أرق, عصاب.
- جلدية: حروق شديدة تلي التعرض المفرط للأشعة فوق البنفسجية أو لأشعة الشمس.
- هضمية: انزعاج معدي (يمكن التخفيف منه بتناوله مع الحليب أو بعد الطعام مباشرة).

## الحرائك الدوائية
- يصل تأثيره المحسس للضياء لذروته خلال ساعتين من تناوله و يدوم لمدة 8-12 ساعة.
- الامتصاص: سريع.
- العمر النصفي: حوالي ساعتين.

## الإعطاء
يعطى عن طريق الفم أو يطبق موضعياً, بالتزامن مع العلاج الضوئي بالأشعة فوق البنفسجية في المجال أ (و الذي يعد أقلها ضرراً) لعلاج البهاق vitiligo  و أكزيما اليدين. بعد التفعيل الضوئي ينشئ التري أوكسالين روابط متصالبة بين طاقي الحمض الريبي النووي منزوع الأوكسجين (DNA), و التي تؤدي إلى الموت الخلوي المبرمج مالم يتم الترميم بوساطة الآليات الخلوية.

## الحمل
ينتمي لأدوية المجموعة C.

## مضادات الاستطباب
- فرط الحساسية له أو لأحد مكوناته.
- الميلانوما, أحد الأمراض التي تزيد الحساسية لضوء الشمس, البورفيريا.
- الذئبة الحمامية الجهازية الحادة.
- الأطفال دون سن 12 سنة.

## تحذيرات
- قد تحدث حروق خطيرة نتيجة التعرض للأشعة فوق البنفسجية أو لضوء الشمس عند المريض الذي عولج و بجرعة كبيرة من المحضر.
- قد يستطب للمريض استخدام واقيات عينية لحماية عينه من الساد.
- يستخدم بحذر عند المريض الكبدي الشديد أو مريض القلب.

## الجرعة
الأطفال بأعمار تزيد عن 12 سنة و البالغون (فموي): 10 ملغ\يوم دفعة واحدة قبل الطعام لتجرب آثاره على المعدة و قبل 2-4 ساعات من التعرض «المضبوط حسب الطبيب» للأشعة فوق البنفسجية أو لأشعة الشمس و يمكن استخدام النظارات الشمسية فترة التعرض لأشعة الشمس. لا يجوز الاستمرار بتناوله لمدة تزيد عن 14 يوم.

## الأشكال الصيدلانية
أقراص: 5 ملغ.